# Народ Финляндии прежде всего
Народ Финляндии прежде всего (фин. Suomen Kansa Ensin, SKE) — финская националистическая политическая партия. Была образована в 2018 году.

## История
«Финский народ прежде всего» берёт свое начало от движения «Финляндия прежде всего», которое организовывало протесты в центре Хельсинки весной 2017 года. Движение возглавлял Марко де Вит, ютубер из Тампере.
Однако вскоре движение раскололось на множество фракций, одна из которых превратилась в «Народ Финляндии прежде всего», также возглавляемую де Витом. Она была зарегистрирована как ассоциация в ноябре 2017 года. Но уже к октябрю 2018 года ассоциация собрала необходимые 5000 карточек сторонников и была внесена в партийный реестр в декабре того же года. Вскоре после этого, партия погрузилась во внутренние противоречия. Для решения которых была созвана партийная конференция, но это привело лишь к дальнейшему расколу. Конференция переизбрала Марко Де Вита председателем партии, но некоторые члены партии оспорили результаты конференции. Следующая конференция в ноябре 2019 года также вызвала разногласия внутри партии, так как группа членов проголосовала за нового председателя собрания, после чего собрание была частично разогнано службой безопасности, оспариваемый новый председатель решил, что встречи должны продолжится в новом помещении с бо́льшим количеством участников, в то время как другой оспариваемый председатель решил продолжить встречи в первоначальном помещении с тем же количеством участников. После инцидента был подан отчёт о преступлении и теперь законный состав членов собрания определиться после судебного разбирательства.
«Финский народ прежде всего» принял участие в парламентских выборах 2019 года. Во время предвыборной кампании партия размещала предвыборную рекламу, которую полиция ныне исследует на предмет криминального содержания. Ни один кандидат не был избран.
Партия также принимала участие в парламентских выборах 2023 года, но вновь не смогла получить ни одного места в парламенте.
В июле 2023 года партия подала заявление о банкротстве и объявила о своем роспуске.

## Политическая платформа
«Народ Финляндии превыше всего» позиционирует себя как крайне правая националистическая и антимиграционная партия, так как она выступает против иммиграции, которую считает вредной и способствующей исламизации. Также она выступает против членства Финляндии в Европейском союзе, еврозоне и НАТО, желает вернуться к своей прежней финской валюте — финской марке.

## Руководство
Согласно официальному сайту партии, нынешним председателем является Марко Де Вит, а заместителем председателя — Олли Юнтунен. Другими членами правления являются Туукка Пенсала, Мари Косонен, Пекка Кортелайнен, Сири Ютила и Паси Каллио. Однако после был открыт новый веб-сайт партии, который оспаривает этих членов и утверждает, что нынешним председателем является Риикка Салми.

## Результаты выборов

### Парламентские выборы
- Парламентские выборы (2019): 0 мест (2366 голоса; 0,1 %);
- Парламентские выборы (2023): 0 мест (1229 голосов; 0,04 %).

### Муниципальные выборы
- Муниципальные выборы (2021): 0 мест (197 голосов; 0,0 %).